# Clethra tomentella
Clethra tomentella là một loài thực vật có hoa trong họ Clethraceae. Loài này được Rolfe ex Dunn mô tả khoa học đầu tiên năm 1922.